# Municipio de Poppleton
El municipio de Poppleton (en inglés: Poppleton Township) es un municipio ubicado en el condado de Kittson en el estado estadounidense de Minnesota. En el año 2010 tenía una población de 120 habitantes y una densidad poblacional de 1,32 personas por km².

## Geografía
El municipio de Poppleton se encuentra ubicado en las coordenadas 48°50′24″N 96°43′20″O / 48.84000, -96.72222. Según la Oficina del Censo de los Estados Unidos, el municipio tiene una superficie total de 90.63 km², de la cual 90,49 km² corresponden a tierra firme y (0,16 %) 0,14 km² es agua.

## Demografía
Según el censo de 2010, había 120 personas residiendo en el municipio de Poppleton. La densidad de población era de 1,32 hab./km². De los 120 habitantes, el municipio de Poppleton estaba compuesto por el 100 % blancos. Del total de la población el 0 % eran hispanos o latinos de cualquier raza.